# Wahlkreis Livorno (Camera dei deputati)
Der Wahlkreis Livorno ist seit 2017 ein Wahlkreis (italienisch collegio elettorale) für die Wahl der Abgeordnetenkammer.

## Von 2017 bis 2020

### Wahlkreisgebiet
| Wahlkreise – Camera dei deputati – Toskana | Wahlkreise – Camera dei deputati – Toskana | Wahlkreise – Camera dei deputati – Toskana |
| Provinz                                    | Provinz                                    | Gemeinden nach Provinzen ⮞ Wahlkreis |
| ------------------------------------------ | ------------------------------------------ | --- |
|                                            | Metropolitanstadt Florenz (42 Gemeinden)   | Teil von Florenz ⮞ Wahlkreis Florenz – Novoli – Peretola Teil von Florenz ⮞ Wahlkreis Florenz – Scandicci 15 ⮞ Wahlkreis Empoli 19 ⮞ Wahlkreis Sesto Fiorentino 3 ⮞ Wahlkreis Poggibonsi |
|                                            | Provinz Arezzo (37 Gemeinden)              | 30 ⮞ Wahlkreis Arezzo 5 ⮞ Wahlkreis Siena 2 ⮞ Wahlkreis Sesto Fiorentino |
|                                            | Provinz Grosseto (28 Gemeinden)            | alle ⮞ Wahlkreis Grosseto |
|                                            | Provinz Livorno (20 Gemeinden)             | 11 ⮞ Wahlkreis Livorno 9 ⮞ Wahlkreis Grosseto |
|                                            | Provinz Lucca (33 Gemeinden)               | 26 ⮞ Wahlkreis Lucca 5 ⮞ Wahlkreis Massa 2 ⮞ Wahlkreis Pistoia |
|                                            | Provinz Massa-Carrara (17 Gemeinden)       | alle ⮞ Wahlkreis Massa |
|                                            | Provinz Pisa (37 Gemeinden)                | 12 ⮞ Wahlkreis Pisa 25 ⮞ Wahlkreis Poggibonsi |
|                                            | Provinz Pistoia (20 Gemeinden)             | 17 ⮞ Wahlkreis Pistoia 2 ⮞ Wahlkreis Prato 1 ⮞ Wahlkreis Empoli |
|                                            | Provinz Prato (7 Gemeinden)                | alle ⮞ Wahlkreis Prato |
|                                            | Provinz Siena (35 Gemeinden)               | 30 ⮞ Wahlkreis Siena 5 ⮞ Wahlkreis Poggibonsi |

Der Wahlkreis umfasste 11 Gemeinden der Provinz Livorno (Bibbona, Campiglia Marittima, Capraia Isola, Castagneto Carducci, Cecina, Collesalvetti, Livorno, Rosignano Marittimo, San Vincenzo, Sassetta und Suvereto).

### Wahlergebnisse

#### Parlamentswahl 2018
| Kandidaten               | Kandidaten             | Stimmen | %    | Listen                                      | Stimmen | %    |
| ------------------------ | ---------------------- | ------- | ---- | ------------------------------------------- | ------- | ---- |
|                          | Andrea Romanogewählt   | 50.760  | 31,9 | Partito Democratico                         | 45.811  | 28,8 |
| +Europa                  | Andrea Romanogewählt   | 50.760  | 31,9 | 3.636                                       | 2,3     |      |
| Italia Europa Insieme    | Andrea Romanogewählt   | 50.760  | 31,9 | 939                                         | 0,6     |      |
| Civica Popolare          | Andrea Romanogewählt   | 50.760  | 31,9 | 374                                         | 0,2     |      |
|                          | Lorenzo Gasperini      | 45.746  | 28,7 | Lega                                        | 26.761  | 16,8 |
| Forza Italia             | Lorenzo Gasperini      | 45.746  | 28,7 | 13.151                                      | 8,3     |      |
| Fratelli d’Italia        | Lorenzo Gasperini      | 45.746  | 28,7 | 5.313                                       | 3,3     |      |
| Noi con l’Italia – UDC   | Lorenzo Gasperini      | 45.746  | 28,7 | 521                                         | 0,3     |      |
|                          | Giulio La Rosa         | 44.369  | 27,9 | Movimento 5 Stelle                          | 44.369  | 27,9 |
|                          | Fabrizio Pucci         | 8.120   | 5,1  | Liberi e Uguali                             | 8.120   | 5,1  |
|                          | Valentina Barale       | 5.516   | 3,5  | Potere al Popolo!                           | 5.516   | 3,5  |
|                          | Caoli Berni            | 2.097   | 1,3  | Partito Comunista                           | 2.097   | 1,3  |
|                          | Paola Giacco           | 1.237   | 0,8  | CasaPound Italia                            | 1.237   | 0,8  |
|                          | Girolamo Angelo Butera | 505     | 0,3  | Il Popolo della Famiglia                    | 505     | 0,3  |
|                          | Aldo Mezzalana         | 438     | 0,3  | Italia agli Italiani (FT – FN)              | 438     | 0,3  |
|                          | Francesco Salerno      | 341     | 0,2  | Per una Sinistra Rivoluzionaria (SCR – PCL) | 341     | 0,2  |
| Gesamt                   | Gesamt                 | 159.129 | 100  |                                             | 159.129 | 100  |
|                          |                        |         |      |                                             |         |      |
| Ungültige Stimmen        | Ungültige Stimmen      | 4.340   | 2,7  |                                             |         |      |
| Wähler                   | Wähler                 | 163.469 | 76,7 |                                             |         |      |
| Wahlberechtigte          | Wahlberechtigte        | 213.183 |      |                                             |         |      |
|                          |                        |         |      |                                             |         |      |
| Quelle: Innenministerium |                        |         |      |                                             |         |      |

## Seit 2020

### Wahlkreisgebiet
| Wahlkreise – Camera dei deputati – Toskana | Wahlkreise – Camera dei deputati – Toskana | Wahlkreise – Camera dei deputati – Toskana                                                                 |
| Provinz                                    | Provinz                                    | Gemeinden nach Provinzen ⮞ Wahlkreis                                                                       |
| ------------------------------------------ | ------------------------------------------ | --- |
|                                            | Metropolitanstadt Florenz (41 Gemeinden)   | 1 ⮞ Wahlkreis Florenz 28 ⮞ Wahlkreis Scandicci 9 ⮞ Wahlkreis Prato 2 ⮞ Wahlkreis Arezzo 1 ⮞ Wahlkreis Pisa |
|                                            | Provinz Arezzo (36 Gemeinden)              | alle ⮞ Wahlkreis Arezzo                                                                                    |
|                                            | Provinz Grosseto (28 Gemeinden)            | alle ⮞ Wahlkreis Grosseto                                                                                  |
|                                            | Provinz Livorno (19 Gemeinden)             | alle ⮞ Wahlkreis Livorno                                                                                   |
|                                            | Provinz Lucca (33 Gemeinden)               | 26 ⮞ Wahlkreis Lucca 7 ⮞ Wahlkreis Massa                                                                   |
|                                            | Provinz Massa-Carrara (17 Gemeinden)       | alle ⮞ Wahlkreis Massa                                                                                     |
|                                            | Provinz Pisa (37 Gemeinden)                | alle ⮞ Wahlkreis Pisa                                                                                      |
|                                            | Provinz Pistoia (20 Gemeinden)             | 13 ⮞ Wahlkreis Lucca 7 ⮞ Wahlkreis Prato                                                                   |
|                                            | Provinz Prato (7 Gemeinden)                | alle ⮞ Wahlkreis Prato                                                                                     |
|                                            | Provinz Siena (35 Gemeinden)               | alle ⮞ Wahlkreis Grosseto                                                                                  |

Der Wahlkreis umfasst alle 19 Gemeinden der Provinz Livorno.

### Wahlergebnisse

#### Parlamentswahl 2022
| Kandidaten                          | Kandidaten             | Stimmen | %    | Listen                                                  | Stimmen | %    |
| ----------------------------------- | ---------------------- | ------- | ---- | ------------------------------------------------------- | ------- | ---- |
|                                     | Chiara Tenerinigewählt | 59.900  | 35,9 | Fratelli d’Italia                                       | 40.420  | 24,2 |
| Lega per Salvini Premier            | Chiara Tenerinigewählt | 59.900  | 35,9 | 11.020                                                  | 6,6     |      |
| Forza Italia                        | Chiara Tenerinigewählt | 59.900  | 35,9 | 7.930                                                   | 4,8     |      |
| Noi Moderati                        | Chiara Tenerinigewählt | 59.900  | 35,9 | 530                                                     | 0,3     |      |
|                                     | Andrea Romano          | 56.400  | 33,8 | Partito Democratico – Italia Democratica e Progressista | 42.936  | 25,7 |
| Alleanza Verdi e Sinistra           | Andrea Romano          | 56.400  | 33,8 | 8.367                                                   | 5,0     |      |
| +Europa                             | Andrea Romano          | 56.400  | 33,8 | 4.057                                                   | 2,4     |      |
| Impegno Civico – Centro Democratico | Andrea Romano          | 56.400  | 33,8 | 1.040                                                   | 0,6     |      |
|                                     | Stella Sorgente        | 24.859  | 14,9 | Movimento 5 Stelle                                      | 24.859  | 14,9 |
|                                     | Alessandro Cosimi      | 11.233  | 6,7  | Azione – Italia Viva                                    | 11.233  | 6,7  |
|                                     | Francesca Pacchini     | 6.138   | 3,7  | Unione Popolare                                         | 6.138   | 3,7  |
|                                     | Costanza Vaccaro       | 3.810   | 2,3  | Italexit per l’Italia                                   | 3.810   | 2,3  |
|                                     | Alessio Flammia        | 3.288   | 2,0  | Italia Sovrana e Popolare                               | 3.288   | 2,0  |
|                                     | Ciro Scognamiglio      | 1.188   | 0,7  | Vita                                                    | 1.188   | 0,7  |
| Gesamt                              | Gesamt                 | 166.816 | 100  |                                                         | 166.816 | 100  |
|                                     |                        |         |      |                                                         |         |      |
| Ungültige Stimmen                   | Ungültige Stimmen      | 7.025   | 4,0  |                                                         |         |      |
| Wähler                              | Wähler                 | 173.841 | 66,8 |                                                         |         |      |
| Wahlberechtigte                     | Wahlberechtigte        | 260.354 |      |                                                         |         |      |
|                                     |                        |         |      |                                                         |         |      |
| Quelle: Innenministerium            |                        |         |      |                                                         |         |      |